# Kupinovik
Kupinovik je arheološko najdišče z ostanki rimske ville rustice na otoku Hvaru (Hrvaška).

## Geografija
Kupinovik, ki je ena od mnogih antičnih lokacij na Hvaru, leži severno od naselja
Dol ob južni strani ceste Stari Grad - Jelsa.

## Zgodovina
Gradnja  ville rustice se je pričela v 1. stoletju pr. n. št. Kompleks je zgrajen v obliki štirikotnika, obkroženega z zidanimi gomilami. Pri arheoloških izkopavanjih so našli mlin in stiskalnico za pridobivanje oljčnega olja, bazene za vodo, ostanke mozaika in kovance rimskih cesarjev Domicijana, Trajana in Marka Avrelija.
Celoten kompleks je služil svojemu namenu od zgodnje do pozne antike, ko je po sledovih požara najdenih na najdišču najverjetneje v pozni antiki pogorel.